# William Russell, 1:e baron Russell av Thornhaugh

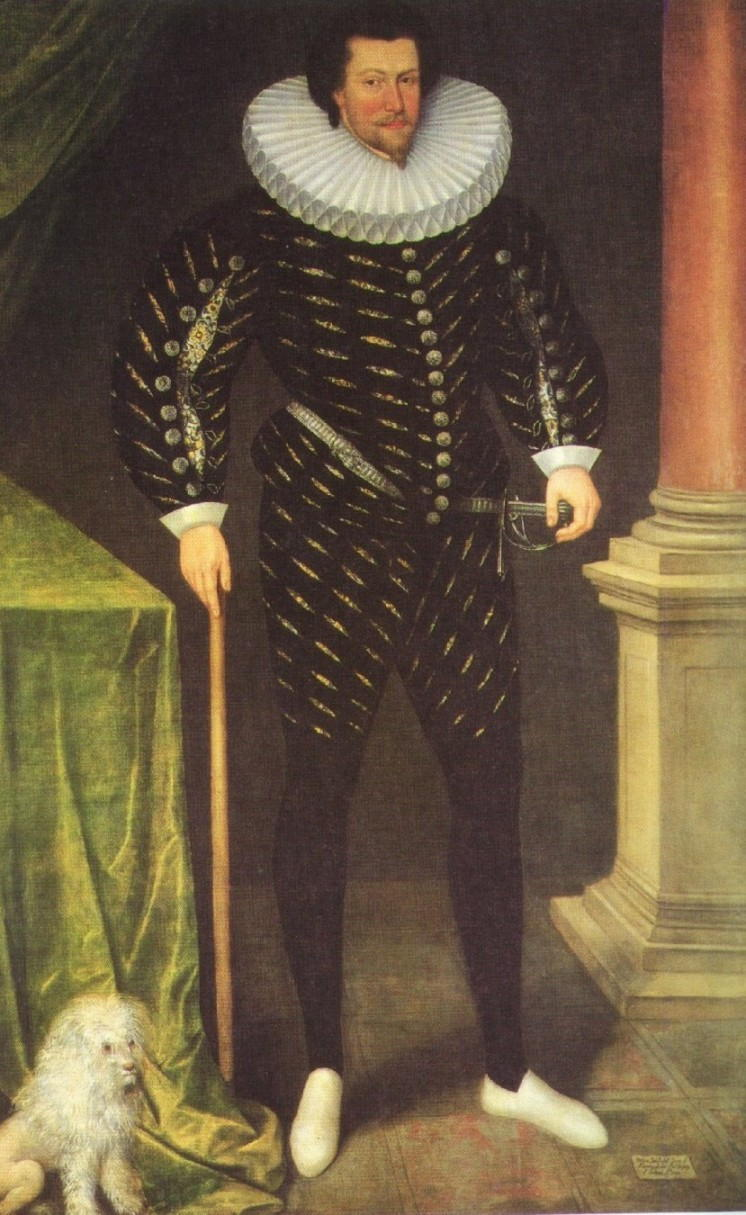
William Russell, 1:e baron Russell av Thornhaugh

William Russell, 1:e baron Russell av Thornhaugh, född omkring 1558, död 1613, var en engelsk militär och statsman, yngste son till Francis Russell, 2:e earl av Bedford, far till Francis Russell, 4:e earl av Bedford. 
Han stred från 1585 i Nederländerna, var 1587–1588 engelsk guvernör i Vlissingen och   1594–1597 ståthållare (lord deputy) på Irland. Russell upphöjdes 1603 till lord Russell av Thornhaugh.